# Ingemar Zeijerling
Ingemar Zeijerling var en svensk målare verksam under första hälften av 1800-talet.
Zeijerling är noterad i Svenska porträttarkivet med ett miniatyrporträtt i akvarell från 1828 där han har målat en profilbild Anna Maria Ekström. Troligen var inte hans produktion inte så omfattande eftersom hans arbeten förekommer sällan i handeln.